# Projeto Geoparque Corumbataí
O projeto Geoparque Corumbataí (ou Geopark Corumbataí) é busca a implementação de um Geoparque Global da UNESCO na região da Bacia Hidrográfica do Rio Corumbataí, no estado de São Paulo. O patrimônio geológico do Geoparque Corumbataí inclui rochas, cachoeiras, pinturas rupestres, fósseis, artefatos arqueológicos, mirantes, além de um dos maiores aquíferos do mundo, o Sistema Aquífero Guarani. Atualmente o projeto é reconhecido pelo Serviço Geológico do Brasil (CPRM).

## Histórico
O marco inicial da criação do Geoparque Corumbataí ocorreu em abril de 2016 quando, após o sinal verde da UNESCO, realizou-se o Fórum "Geoparques" na Unicamp. Desde então, formou-se o Grupo de Trabalho responsável pelo desenvolvimento do projeto que conta com membros da sociedade civil, de universidades, do poder público e de empresas. Este grupo de trabalho é responsável por planejar e executar as atividades de Geoconservação.
Em 2017 deu-se o início da inventariação da geodiversidade e do patrimônio geológico do Geoparque Corumbataí. Concomitantemente, o projeto conta com atividades de proteção de áreas vulneráveis e valorização do patrimônio geológico, o que inclui visitas monitoradas, produção de materiais didáticos, interpretativos e de divulgação. 
Em outubro de 2017, durante apresentação no IV Simpósio Brasileiro de Patrimônio Geológico e II Encontro Luso-Brasileiro de Patrimônio Geomorfológico e Geoconservação, o Serviço Geológico do Brasil reconheceu o projeto, tornando o Geoparque Corumbataí o 37º Geopark cadastrado na entidade.

## Geografia
O Geoparque Corumbataí situa-se na Bacia Hidrográfica do Rio Corumbataí, uma sub-bacia do Rio Piracicaba cujas águas abastecem mais de meio milhão de pessoas. A Bacia do Corumbataí é composta por nove municípios localizados no interior de São Paulo, a cerca de 200 quilômetros da capital:
1. Analândia
2. Charqueada
3. Cordeirópolis
4. Corumbataí
5. Ipeúna
6. Itirapina
7. Piracicaba
8. Rio Claro
9. Santa Gertrudes

Em termos de relevo, o Geoparque está entre duas unidades de relevo paulistas, a Depressão Periférica e as Cuestas. É justamente esse contraste de relevo que dá origem as belas paisagens da Serra de Itaqueri.

## Geologia
O Geoparque Corumbataí abrange uma área de ocorrência da Bacia do Paraná, que conta com, principalmente, rochas sedimentares e algumas magmáticas. No Geoparque Corumbataí afloram todas as unidades estratigráficas paulistas dessa bacia sedimentar, com rochas que vão desde o Período Carbonífero até depósitos recentes. A geodiversidade única da região conta com diversos elementos como rochas, fósseis, cachoeiras, paisagens, cavidades naturais, ferramentas pré-históricas e pinturas rupestres que são considerados patrimônios naturais e culturais. Além disso, a Bacia do Rio Corumbataí é uma região produtora de água, abastecendo o Sistema Aquífero Guarani e também sendo abastecida por ele. 

## Atrativos

### Analândia
- Cachoeira da Ponte Amarela
- Cachoeira do Escorrega
- Cachoeira do Salto Major Levy
- Gruta Abrigo do Índio
- Gruta Nossa Senhora de Lourdes
- Morro do Camelo
- Morro do Cuscuzeiro
- Orquidário Tico e Teco

### Charqueada
- Casa de Pedra

- Parque Municipal Lago dos Biris
- Fabrica di Pamonha

### Cordeirópolis
- Bairro Cascalho

- Morro Azul

### Corumbataí
- Cachoeira do Cuscuzeiro
- Pesqueiro Corumbataí
- Pesqueiro Jacutinga
- Pesqueiro Marcucci
- Pesqueiro Municipal
- Gruta do Adão
- Toca da Onça*
- Jequitibá Centenário*
- Praça da Matriz
- Cachaça Artesanal Marcucci
- Vinhos e Licores Canhoni
- Orquidário Jordão
- Casarão Centenário*
- Ruínas da Antiga Olaria*

(* Não disponível para visitação)

### Ipeúna
- Parque Ecológico Henriqueta Barbeta (Salto do Nhô Tó)
- Serra do Fazendão
- Trilha do Cabrito
- Trilha do Vagalume

### Itirapina
- Represa do Broa
- Cachoeira da Lapinha
- Cachoeira São José
- Distrito de Itaqueri da Serra
- Mirantes das Águas (Cachoeiras do Saltão, Monjolo e Ferradura)

### Piracicaba
- Elevador Turístico Alto do Mirante

- Engenho Central

### Rio Claro
- Floresta Estadual Edmundo Navarro de Andrade (FEENA)
- Museu de Minerais e Rochas
- Museu de Paleontologia e Estratigrafia
- Museu do Eucalipto
- Parque Municipal Lago Azul

### Santa Gertrudes
- Fazenda Santa Gertrudes
- Parque Municipal Rui Raphael da Rocha”